# 星空TeaParty
『星空TeaParty』（ほしぞらティーパーティー）は、2016年8月31日に全年齢版が無料配信され、2017年3月24日に18禁版の『星空TeaParty えくすとら 〜「恋愛（アイ）」はじまりました！〜』がSkyFish pocoより発売された美少女アドベンチャーゲーム。

## 概要
SkyFishの10周年プロジェクトとして無償で配信された。2017年に追加要素が追加された18禁版の『星空TeaParty えくすとら 〜「恋愛（アイ）」はじまりました！〜』が発売された。

## ストーリー
“T症（ティーしょう）”と呼ばれる妄想や想いやトラウマを現実化する力に関する物語が描かれる。そして超能力レベルになる者の力の発現はPhenomenon（フェノメノン）”、略して “P（ピー）” と呼ばれる。
新人の教師は妄想が現実化した女の子のおかげで住むアパートを追い出され、学園で人の想いが現実になるおとぎ話を描く。
続編の『星空TeaParty えくすとら 〜「恋愛（アイ）」はじまりました！〜』では物語は配布版から一年後の、主人公とヒロインが交際を始めてからの物語が描かれる。

## 登場人物
ありす野 るい治 （ありすの るいじ）
身長：165cm
星来野学園に勤める新人教師。
ありす野 アリス （ありすの ありす）
声 - 八尋まみ
身長：150cm スリーサイズ：B72/ W48/ H77
主人公の妄想から産まれた可能性のある少女。
帽子屋 瑛 （ぼうしや てる）
声 - 君島りさ
身長：169cm スリーサイズ：B80/ W60/ H85
長身でモデル体型でスポーツ万能で成績優秀な女の子。
三月 卯月 （みつき うみ）
声 - 結城ほのか
身長：160cm スリーサイズ：B90/ W60/ H86
家庭的で学園内での人気は高い優しい性格の女の子。
山根 音夢 （やまね ねむ）
声 - もな
身長：145cm スリーサイズ：B72/ W55/ H74
この春 転校してきた少女で授業中も休み時間も居眠する。
赤城 こころ （あかぎ こころ）
声 - 綾音まこ
身長：155cm スリーサイズ：B99/ W55/ H88
主人公の幼なじみであり上司でもある。

## スタッフ
- 原画：ヲリ、六九導イツキ、三村ざじゃ、野田しゅは
- シナリオ：弘森魚
- 音楽：MANYO